# Ernie Bot
Ernie Bot (chinesisch 文心一言, Pinyin Wénxīn yīyán), vollständiger Name Enhanced Representation through Knowledge Integration, ist ein KI-Chatbot-Service-Produkt des chinesischen Unternehmens Baidu, das seit 2019 entwickelt wird. Er basiert auf einem großen Sprachmodell namens „Ernie 4.0,“ das am 17. Oktober 2023 angekündigt wurde. Der Chatbot wurde ursprünglich am 17. März 2023 auf der Grundlage von „Ernie 3.0 Titan“ veröffentlicht und gilt als chinesische Variante von ChatGPT.
Ernie Bot ist der staatlichen Zensur in der Volksrepublik China unterworfen. In öffentlichen Testbefragungen mit Journalisten weigerte sich der Chatbot britischen und US-amerikanischen Medien zufolge beispielsweise, auf Fragen zu Staatspräsident Xi Jinping, zum Tian’anmen-Massaker oder zu den Protesten in Hongkong 2019/2020 einzugehen.